# Río Cruces
El río Cruces es un curso natural de agua formativo del río Valdivia. Tiene una longitud de 125 km y drena una cuenca de  3.233 km². Sus principales afluentes son los ríos Nanihue y Pichoy.

## Trayecto
El río Cruces nace en las faldas del volcán Villarrica con el nombre de  San José Copihuelpi, de la reunión de varios esteros que se originan en la vertiente occidental de los cerros situados entre los lagos Villarrica y Calafquén. Toma desde el inicio dirección NE-SW y toma el nombre de Cruces al pasar por el caserío homónimo. Discurre entre riberas acantiladas con numerosas vueltas y meandros que dejan islas y zonas pantanosas. Se conecta al río Calle-calle mediante el cuerpo de agua conocido como río Cau-cau y confluye con el río Valdivia al sur de la Isla Teja, que 15 kilómetros aguas abajo desemboca en el océano Pacífico en la bahía de Corral. El río pasa en su trayecto por las localidades de Loncoche, Lanco, San José de la Mariquina, Punucapa y Valdivia en ese orden. Poco antes de unirse al Valdivia es atravesada por el puente Cruces, que comunica la isla Teja con la costa del continente.

## Caudal y régimen
La subcuenca del río Cruces que nace en el extremo noreste de la cuenca del río Valdivia presenta un marcado régimen pluvial, ya que sus crecidas ocurren durante el período de lluvias invernales, y los menores
escurrimientos durante el período estival. En años lluviosos los mayores caudales ocurren entre junio y agosto, resultado las lluvias de invierno. En años normales y secos no cambia la secuencia de carácter pluvial, con los mayores entre julio y septiembre. El período de menores caudales se observa en el trimestre dado por los meses entre enero y marzo.

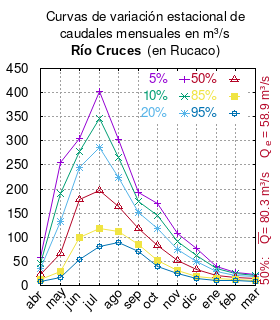
Curvas de variación estacional del río Cruces en Rucaco.

El caudal del río (en un lugar fijo) varía en el tiempo, por lo que existen varias formas de representarlo. Una de ellas son las curvas de variación estacional que, tras largos periodos de mediciones, predicen estadísticamente el caudal mínimo que lleva el río con una probabilidad dada, llamada probabilidad de excedencia. La curva de color rojo ocre (con {\displaystyle {\color {Red}\vartriangle }}) muestra los caudales mensuales con probabilidad de excedencia de un 50%. Esto quiere decir que ese mes se han medido igual cantidad de caudales mayores que caudales menores a esa cantidad. Eso es la mediana (estadística), que se denota Qe, de la serie de caudales de ese mes. La media (estadística) es el promedio matemático de los caudales de ese mes y se denota {\displaystyle {\overline {Q}}}. 
Una vez calculados para cada mes, ambos valores son calculados para todo el año y pueden ser leídos en la columna vertical al lado derecho del diagrama. El significado de la probabilidad de excedencia del 5% es que, estadísticamente, el caudal es mayor solo una vez cada 20 años, el de 10% una vez cada 10 años, el de 20% una vez cada 5 años, el de 85% quince veces cada 16 años y la de 95% diecisiete veces cada 18 años. Dicho de otra forma, el 5% es el caudal de años extremadamente lluviosos, el 95% es el caudal de años extremadamente secos. De la estación de las crecidas puede deducirse si el caudal depende de las lluvias (mayo-julio) o del derretimiento de las nieves (septiembre-enero).

## Historia
Francisco Solano Asta-Buruaga y Cienfuegos  escribió en 1899 en su Diccionario Geográfico de la República de Chile sobre el río:
Cruces (Río de).-—El río de San José del departamento de Valdivia desde su junta con el riachuelo de Cullinhue, inmediato á la aldea de Cruces y de la cual toma el nombre. De aquí se dirige hacia el S. con un curso pausado entre riberas generalmente bajas y en mucha parte orilladas por pantanos cubiertos de plantas acuáticas, y va á confluir con el río Valdivia como dos kilómetros más abajo de la ciudad de este título y al cabo de unos 30 desde aquella aldea. Su cauce es ancho, dividido por varias islas más ó menos prolongadas, como las denominadas de la Culebra, Realejo, Valenzuela, &c., y de una hondura que facilita en toda esa extensión la subida y bajada de embarcaciones de dos metros de calado. Es de marea en la misma extensión ó poco más, participando también de ella sus afluentes, los más notables de los cuales, bajándolo, son: por la derecha, los riachuelos de Cullinhue, Pallauquén, Santa María, Tambillos, San Ramón y el del Molino, y por la izquierda, los de Pelchuquin, Pechoy, Cayumapu, Santa Rosa ó de Cabo Blanco, &c.; lo une también por este lado oriental con el Valdivia, el brazo del Caucan.

## Población, economía y ecología

Vistas de perspectiva
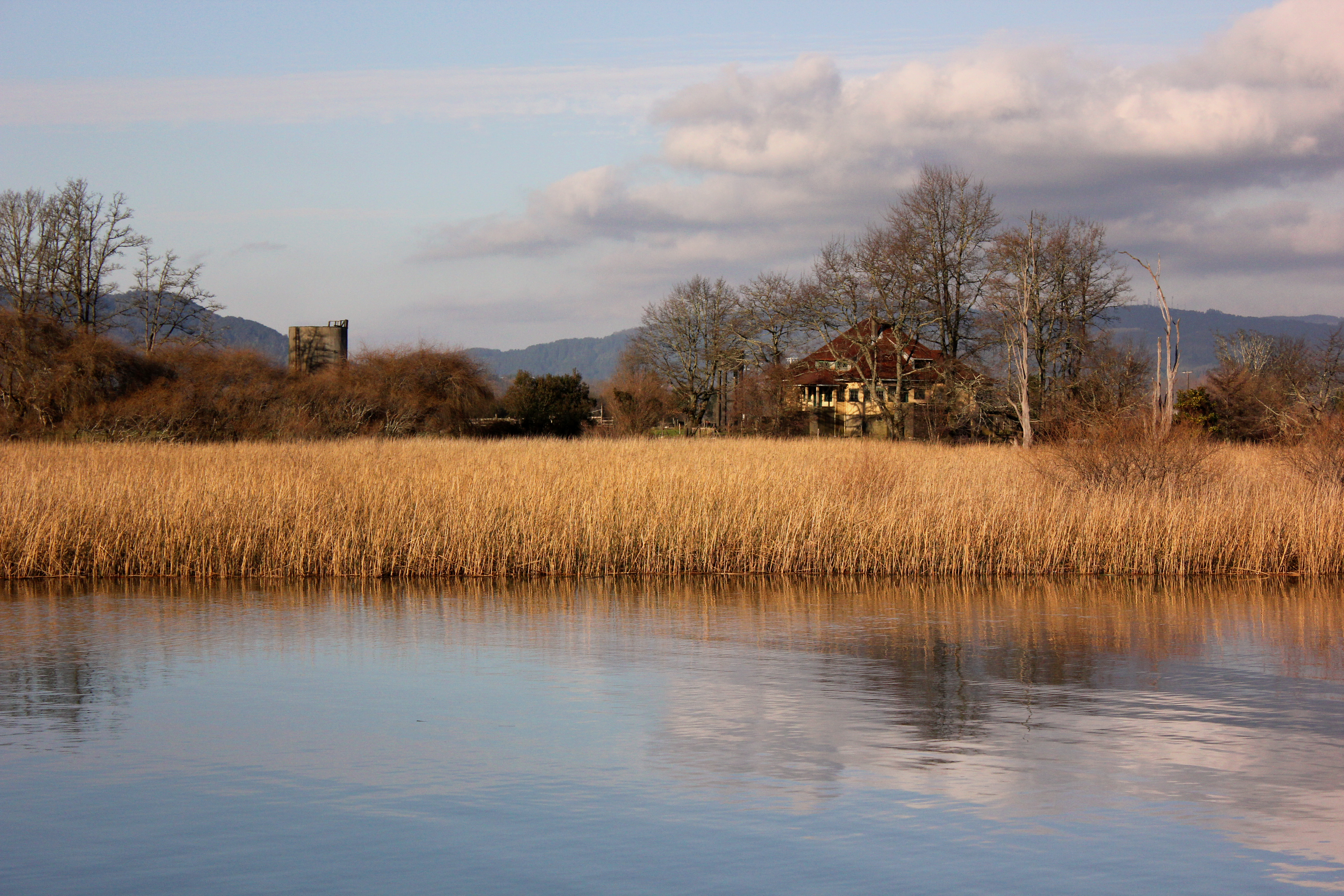
Humedales del río
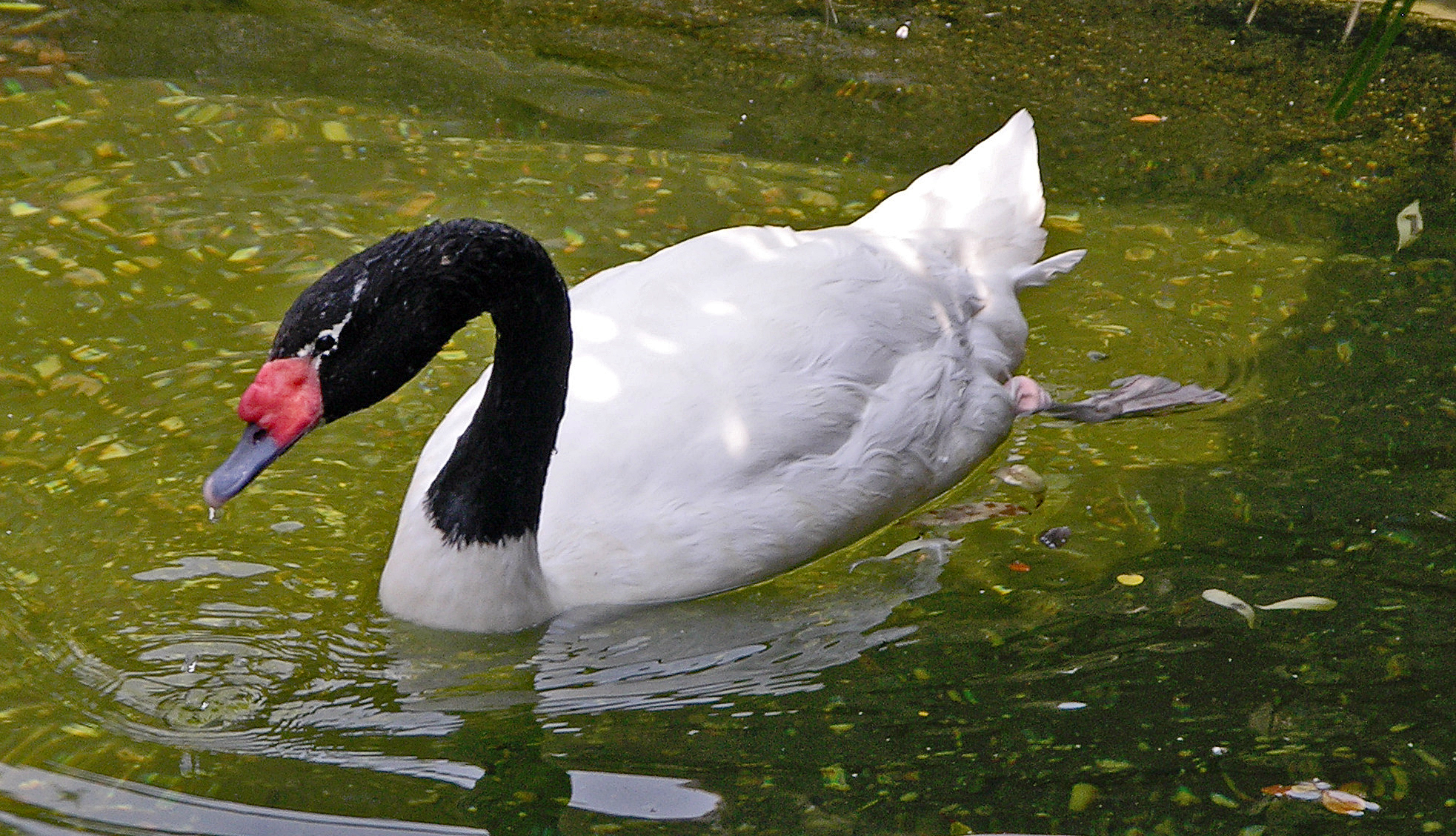
Cisne de cuello negro

Desde que ocurrieron las anegaciones  de las riberas (terremoto de Valdivia de 1960), el sector ha sido un lugar predilecto para la fauna y flora, destacando el cisne de cuello negro entre otras aves, que se alimentan de plantas acuáticas, tales como el luchecillo.
El lugar se caracteriza por las grandes extensiones de juncos, que se ubican lugares que fueron tierra firme antes de 1960. En los humedales del río Cruces se encuentra el Santuario de la naturaleza Carlos Anwandter, lugar que ha sido afectado por la contaminación vertida al río por la empresa Celco.